# Механічна характеристика двигуна
Механі́чна характери́стика дви́гуна — це графічно виражена залежність частоти обертання якоря n електричного двигуна від електромагнітного моменту М при незмінних напрузі живлення (U = const) і опорі реостата в колі збудження (rрег = const).
Формула Клосса: M=2*Mmax/ ((S/Skp)+(Skp/S))

## Механічна характеристика двигуна постійного струму (МХ ДПС)
У ДПС характеристика будується за наступною формулою:

{\displaystyle n={\frac {U}{C_{e}\Phi }}-{\frac {M\Sigma r}{C_{e}C_{m}\Phi ^{2}}}=n_{0}-\Delta n}, де
- n — частота обертання
- n0 — Частота обертання при ідеальному холостому ході
- {\displaystyle \Delta n} — зміна частоти обертання якоря під дією навантаження двигуна
- U — напруга живлення двигуна
- Ф — головний магнітний потік
- М — момент навантаження двигуна
- Ce, Cm — електромагнітна та механічна сталі двигуна

### Природна МХ та МХ при зміні додаткового опору

Природна (1) та штучні (2,3) МХ ДПС при незмінному магнітному потоці (Ф=const)

При побудові графіка природної МХ(1) в коло якоря введемо додатковий опір Rдод, тоді величина {\displaystyle \Delta n} збільшиться, а n0 залишиться незмінною і кут нахилу МХ до осі абсцис збільшиться(2,3), а сама формула побудови прийме вигляд:

{\displaystyle n={\frac {U}{C_{e}\Phi }}-{\frac {M\Sigma r+R_{dod}}{C_{e}C_{m}\Phi ^{2}}}=n_{0}-\Delta n}

### МХ при зміні магнітного потоку Ф

МХ ДПС при зміні магнітного потоку Ф

При зміні магнітного потоку Ф відбувається різка зміна кута нахилу МХ до осі абсцис, оскільки при зменшенні Ф збільшується частота обертання ідеального холостого ходу n0 і {\displaystyle \Delta n}. Це приводить до різкої зміни жорсткості механічної характеристики.

### МХ при зміні напруги на якорі двигуна U

МХ ДПС при зміні напруги U на якорі двигуна

При зміні напруги на якорі двигуна U змінюється частота обертання n0, а {\displaystyle \Delta n} залишається постійною. Тому, жорсткість механічних характеристик (якщо не враховувати реакцію якоря) не змінюється — вони зміщуються по висоті, залишаючись паралельними одна одній

## Механічна характеристика асинхронного двигуна (МХ АД)
Будується за наступною формулою:

{\displaystyle M={\frac {m_{1}U_{1}^{2}r_{2}^{'}}{\omega _{1}s\left[\left(r_{1}+c_{1}r_{2}^{'}ls\right)^{2}+\left(x_{1}+c_{1}x_{2}^{'}\right)^{2}\right]}}}

МХ АД

МХ АД може бути побудована не тільки як залежність швидкості обертання двигуна від моменту на валу M=f(n) а й як залежність ковзання від моменту M=f(s) — бо ковзання s однозначно пов'язане з частотою обертання n.